# Barcita tessellata
Barcita tessellata là một loài bướm đêm trong họ Noctuidae.